# Orleix
Orleix é uma comuna francesa na região administrativa de Occitânia, no departamento dos Altos Pirenéus. Estende-se por uma área de 8,28 km². Em 2010 a comuna tinha 2 114 habitantes (densidade: 255,3 hab./km²).